# Le Riche (Adelsgeschlecht)
Die Familie Le Riche (oder Leriche) war eng mit den mächtigen organisierten Pariser Flussschiffern (marchands d’eau) verbunden, den Erben der gallorömischen Nautae Parisiaci, die unter anderem das Rechte zur Klassifizierung und zum Abmessen von Weinen und das Recht zur Beschlagnahme von Ladungen besaßen, wenn eine Verletzung des geltenden Rechts vorlag.
Die Le Riche besaßen zur Zeit der ersten Kapetinger-Könige zahlreiche zuvor monastische Güter, nachdem sie sich in den Jahrzehnten zuvor, also in den Zeiten des schwachen karolingischen Königtums im 10. Jahrhundert am Besitz der Abtei Saint-Germain-des-Prés bereichert hatten. Als Vertraute und Verbündete der Kapetinger erwarben sie das Amt des königlichen Prévôt de Paris in quasi erblicher Form, das sie bis zum Anfang des 12. Jahrhunderts behielten, und wurden in dieser Zeit oft als Grafen oder Vizegrafen von Paris bezeichnet, obwohl die Grafschaft Paris 1016 aufgehoben worden war. Mehrere Mitglieder stiegen in die höchsten Beamtenränge des Königreichs (Großkammerherr, Großkämmerer) unter mehreren Königen auf, oder amtierten als Bischöfe (u. a. als Bischof von Paris) und Erzbischöfe.
Den Namen „Le Riche“ führte die Familie nur in den ersten Generationen, später nannten sich die einzelnen Zweige der Familie nach ihrer wichtigsten Seigneurie (z. B. La Chapelle, Maule und Villebéon), was die Klärung der familiären Verbindungen schwierig macht. So stehen die Le Riche am Anfang von (oder in enger Verbindung mit) folgenden Familien:
- Senlis und Bouteiller de Senlis, Seigneurs de Chantilly et d’Ermenonville,
- Montépilloy und Luzarches bis zum 14. Jahrhundert,
- Garlande,
- Vicomtes de Pontoise,
- Comtes de Beaumont-sur-Oise (s. Adam I. de Beaumont),
- Comtes de Clermont-sur-Oise,
- Clermont-Nesle,
- Seigneurs de Gallardon, de Lèves et d’Auneau,
- Prévôts, später Seigneurs de Chambly,
- Seigneurs de Chevreuse,
- Seigneurs de Montlhéry,
- Seigneurs d’Étampes.

## Herkunft
Die in der Familie Le Riche häufig vorkommenden Namen Thion und Guarin weisen auf eine Verwandtschaft mit bzw. Abstammung von Warin von Poitou (Gerwin, Guérin, † 679), Graf von Paris und Stammvater der Widonen, und Teudon (Thion, † um 945), Vizegraf und Graf von Paris hin. Der Name Lisiard wiederum deutet auf Bischof Leodegar von Autun (Saint Léger, † 678), den Bruder Warins.

## Die ersten Generationen
1. Lisiard Le Riche[4], 941 Seigneur de Sceaux-du-Gâtinais, † als Mönch in Saint-Benoît-sur-Loire
  1. Ansoud I. Le Riche, genannt „l’Auxerrois“, wohl Vizegraf von Auxerre; ⚭ nach 956 Raingarde de Dijon, ehemalige Geliebte von Hugo dem Großen († 956, Robertiner), Tochter von Raoul, Graf von Dijon, und NN[5]
    1. Ansoud II. Le Riche de Paris, 988–990 Berater des Königs Robert II. († nach 1016); ⚭ vor 990 Reitrude
      1. Thion, Chevalier de Corbeil et d‘Étampes, 1032 als Vogt von Paris bezeugt
        1. Étienne, 1060, 1069 und 1080 als Vogt von Paris bezeugt
          1. Pierre, 1082 als Vogt von Paris bezeugt
          2. Hellouin de Paris, 1102 und 1119 als Präzeptor Ludwigs VI. bezeugt, † vor 1133
          3. Robert de Paris, Vogt, Kreuzritter († 1097)
            1. Henri (1096 bezeugt)
            2. Gautier de Paris, 1106 als Vogt von Paris bezeugt; ⚭ NN, Dame de Villebéon († nach 1147) → vermutliche Nachkommen siehe unten: Die Herren von Nemours

          4. Raoul Hécelin († nach 1133)
          5. Payen (1096 bezeugt)
          6. Galon (1096 bezeugt)
          7. Tochter; ⚭ Foulques le Monnayeur (1089–1133 bezeugt)

        2. Orson de Paris, 1067 bezeugt
          1. Thion II., Chevalier d’Étampes (1067, 1082 und 1085 bezeugt)
            1. Orson II. Le Riche, 1107 als Grand Connétable bezeugt
              1. Thion III. (1112 bezeugt, † nach 1120)

            2. Geoffroy
              1. Thion IV.

            3. Aimon Le Roux (1106 bezeugt); ⚭ (1) Emeline de Longpont; ⚭ (2) Mabile
              1. Émeline
              2. Euphémie

      2. Guérin de Paris (1022 und 1031 bezeugt, † vor 1045); ⚭ Hersende, Dame d’Antony → Nachkommen siehe unten: Die Linie Maule
      3. Lisiard, Archidiakon von Meaux 1011, Archidiakon von Paris 1026, († nach 1045 als Dekan)
      4. Gautier, Vizegraf von Auxerre
      5. Herbert de Gallardon (1067 bezeugt, † geistlich in Saint-Père) → Nachkommen
      6. Guy Le Riche, dit Bourguignon bzw. Dives, Vizegraf von Dijon 1006, († nach 1054)[6]
        1. Garnier, Abt von Saint-Étienne 1051–1077
        2. Gautier, Vizegraf von Dijon 1013–1054[7]
          1. Tochter ⚭ Thibaut de Beaune, Vizegraf von Dijon
            1. Lucie de Beaune; ⚭ Gosbert (II.) de La Ferté, dit Rufus, († wohl 1118/25, bestattet im Kloster Clairvaux)
              1. Gosbert (IV.) de La Ferté († wohl 1153), Vizegraf von Dijon; ⚭ Gertrude de Beaumont († nach 1145)
                1. Erlebaud und Jean († vor 1153)

              2. Kind
                1. Sibylle de La Ferté († 1177, bestattet im Kloster Acey); ⚭ Eudes le Champenois († nach 1187), (wohl unehelicher) Sohn von Isabelle de Mâcon, Tochter von Étienne Tête-Hardi, Graf von Mâcon, und wohl Hugues, Graf von Troyes → Nachkommen: die weiteren Vizegrafen von Dijon

              3. Mathilde de La Ferté († nach 1145); ⚭ Gauthier de Neublans, Seigneur de Navilly († wohl 1158), wohl Sohn von Étienne de Neublans und Brunisende
                1. Marguerite de Navilly († nach 1171); ⚭ (1) Thibaut de La Roche († wohl 1165/66); ⚭ (2) Hugues de Bourgogne, dit le Roux, (* um 1122, † 23. April 1171), Seigneur du Châtelet de Chalon et de Meursault, Sohn von Hugo II., Herzog von Burgund, und Mathilde de Mayenne (Älteres Haus Burgund)
                2. Alix de Navilly († nach 1179); ⚭ Guy, Seigneur de Vergy, Sohn von Simon, Seigneur de Vergy, († 24. Februar oder 4. April 1191 vor Akkon)
                3. Andrea de Navilly; ⚭ Hugues de Palleau

        3. Hugues (1054 bezeugt)
        4. Guy (1053 bezeugt)
        5. Guillaume/Guilenc (1043 bezeugt)

      7. Hecelin de Paris (1035 bezeugt)
      8. Thibaut File-Étoupes, Förster des Königs Robert, Stammvater der Herren von Montlhéry
        1. Milon, 1031 und 1057 als Seigneur de Montlhéry et de Bray bezeugt
          1. Guy I., Seigneur de Montlhéry et de Bray, Gründer des Klosters Notre-Dame de Longpont-sur-Orge († nach 1073); ⚭ Jourdaine de La Ferté → Nachkommen siehe Haus Montlhéry
          2. Hugues (um 1043 bezeugt)

    2. Lisiard, Bischof von Paris um 984 († 19. April 989)
    3. Jean, Scholaster von Auxerre 991, Bischof von Auxerre 997 († 21. Januar 999)
    4. Mainard, Abt von Saint-Maur vor 989, Abt von Glanfeuil 989
    5. Raoul (996 bezeugt) → Nachkommen: die Herren von Senlis und vermutlich auch die Garlande

  2. Joseph, Erzbischof von Tours 952–960
  3. Elisabeth, Dame de Sceaux et de Larchant; ⚭ (1) Aimon, Graf von Corbeil († um 957); ⚭ (2) um 960 Bouchard I. le Vénérable, Graf von Vendôme und Graf von Paris († um 1007) (Burchardinger)
    1. (1) Thibaut, Abt von Saint-Paul de Cormery, 1006 Abt von Saint-Maur
    2. (1) Maurice → Nachkommen: die Grafen von Corbeil
    3. (2) Renaud II., Bischof von Paris 991, Graf von Melun 1006 († 1016)
    4. (2) Elisabeth († Dezember 999); ⚭ 985 Foulques Nerra, Graf von Anjou (Erstes Haus Anjou)
      1. Adele (Agnes), Erbin von Vendôme, († 1033 oder 1035); ⚭ 1023 Bodo von Nevers, Graf von Vendôme (Haus Monceaux) → Nachkommen

### Die Herren von Nemours
1. NN (vermutlich Gautier de Paris, siehe oben)[8]
  1. Étienne de Paris (auch Étienne de la Chapelle), 1162 und 1171 als Bischof von Meaux bezeugt, 1171 Erzbischof von Bourges († Januar 1174 im Kloster Saint-Victor)
  2. Pétronille; ⚭ um 1110 Thibaud Le Riche († vor 1198)
    1. Thomas Le Riche, Vogt von Paris um 1171
    2. Philippe, 1169 als Erzdiakon von Paris bezeugt († vor 1197)
    3. Pierre (1189 bezeugt)
    4. Henri (1189 bezeugt)

  3. Gauthier I. de Villebéon (auch Gautier Le Chambellan)[9] (* um 1125, † 1205), 1147 Kreuzritter, Seigneur de Villebéon et de La Chapelle, Seigneur de Nemours (uxor nomine), Großkammerherr von Frankreich; ⚭ (1) wohl 1150 Aveline de Nemours, († 1196), Dame de Nemours, Tochter von Urson und Aveline de Montfaucon; ⚭ (2) Persois, Witwe von Aubert de Pithiviers, Seigneur d’Aschères
    1. (1) Guillaume († wohl 1172/74)
    2. (1) Philippe (I.) (* wohl 1150/55, † 18. Februar 1191 vor Akkon), Seigneur de Guercheville et de Nemours; ⚭ zwischen 16. April 1172 und 12. April 1175 Aveline de Melun (* um 1155/60, † 2. Januar 1191), Tochter von Joscelin de Melun, Vicomte de Melun, und Alpais
      1. Gauthier (II.) († wohl 1221/22), Seigneur de Nemours; ⚭ wohl 1195 Marguerite, Dame d’Aschères, Tochter von Aubert de Pithiviers, Seigneur d’Aschères et de Rougemont, und Persois
        1. Philippe (II.) († 3. August 1255), Seigneur de Nemours, Grand pannetier de France (Großbrotmeister von Frankreich), 1240 Grand chambellan de France; ⚭ (1) Marguerite de Plessis-Saint-Jean, Tochter von Geoffroy (II.) du Plessis und Reine de Castello; ⚭ (2) um 1232 Églantine; ⚭ (3) Isabelle de la Haye-Passavant
          1. (1) Gauthier III. de Nemours, († 1270) Kreuzritter, Seigneur de Nemours, Marschall von Frankreich; ⚭ Alix († nach 1285)
          2. (2) Jean († wohl 1282/85), Seigneur de Guercheville, Kanoniker in Saint-Maurice de Tours 1257, Seigneur de Nemours, verkauft 1274/76 Nemours gemeinsam mit seinem Bruder Philippe (III.) an den König
          3. (2) Philippe (III.) († nach August 1276), Seigneur de Guercheville
          4. (3) Louis († nach August 1255)
          5. (3) Gauthier († 1288), Seigneur d’Aschères; ⚭ (1) NN; ⚭ (2) Clémence de Dreux, (* 1257, † um 1300), Tochter von Robert de Dreux, Vicomte de Châteaudun, Seigneur de Bû, und Clémence de Châteaudun (Haus Frankreich-Dreux), sie heiratete in zweiter Ehe Jean de Barres, Seigneur de Champrond
            1. (1) Blanche († nach 1312; ⚭ Guillaume de Pressigny, Sohn von Renaud de Pressigny
            2. (1) Mathilde († nach 1312); ⚭ Renaud de Pressigny, Sohn von Renaud de Pressigny
            3. (2) Isabelle († nach 1312); ⚭ Pierre de Varennes, Sohn von Florent de Varennes

        2. Aubert (* wohl 1200, † nach 1272), Kanoniker in Paris
        3. Jean († 28. Juni 1259), Kanoniker in Noyon
        4. Guillaume († wohl 1270/72)
        5. Aveline († nach 17. April 1261), Dame de Buisson; ⚭ (1) wohl 1224 Jean III. Clément, Marschall von Frankreich, ihren Vetter 1. Grades, Sohn von Henri I. Clément, Marschall von Frankreich, und N.N. (Isabelle/Aveline) de Nemours (Clément du Mez)
        6. Blanche

      2. (Philippe, † 1237)
      3. Agnès de Nemours († 1. September 1213); ⚭ Guillaume (IV.), Seigneur de Milly, Sohn von Guillaume (III.), Seigneur de Milly, und Marguerite
      4. Tochter (Isabelle/Aveline de Nemours) (* Januar 1191); ⚭ Henri I. Clément, Marschall von Frankreich, Sohn von Robert (III.) Clément und Hersende (Clément du Mez)

    3. (1) Urson de Nemours († 1233), Baron de Brécy-en-Berry, Chambellan du roi, Seigneur d’Obsonville ⚭ NN (de Méréville)
      1. Urson, Seigneur de Méréville
      2. Philippe († April 1237), 1228 Bischof von Châlons
      3. Marguerite († nach 1249), Dame d’Obsonville; ⚭ Eudes (II.) de Sully-Beaujeu, Seigneur de Beaujeu, Sohn von Eudes (I.) de Sully, Seigneur de Beaujeu, und Éléonore de Montfaucon
      4. Guy († vor 1237), Seigneur de Méréville nach dem Tod seines Bruders Urson; ⚭ Isabelle, Tochter von Aubert de Pithiviers, Seigneur d’Aschères et de Rougemont, und Persois (die Tochter seiner Stiefmutter), → Nachkommen: die Seigneurs de Méréville et de Brécy († Mitte 13. Jh.)

    4. (1) Étienne de Villebéon († 1222), Bischof von Noyon 1188–1222
    5. (1) Pierre de Villebéon († 1220), Bischof von Paris 1208–1219, Kreuzfahrer
    6. (1) Gauthier (II.) de Villebéon, genannt Le Jeune († 1219/20), Herr von Villebéon, 1205 Großkammerherr von Frankreich; ⚭ Elisabeth, Dame de Mondreville († 1234, wohl 5. April, bestattet in der Abtei Le Jard) → Nachkommen siehe unten: Die Herren von Villebéon
    7. (1) Jean († wohl 1210), Prévôt de Paris vor 1198; ⚭ Marie de Corbeil-Beauvais (sie heiratete in zweiter Ehe Ferry (III.) de Palaiseau)
      1. Gauthier de Nanteau († wohl 1255), Seigneur de Nanteau; ⚭ (1) wohl 1215 Elisabeth; ⚭ (2) vor April 1231 Marguerite
        1. (1) Jean de Nanteau, († wohl 1271 in Tunesien), Seigneur de Lèves (uxor nomine), Seigneur de Nanteau, Kreuzritter; ⚭ (1) vor März 1239 Marguerite de Lèves, Tochter von Milon, Seigneur de Lèves; ⚭ (2) wohl 1260 NN
          1. (1) Marguerite, Dame de Nanteau; ⚭ Gaucher (IV.) Seigneur de Nanteuil-la-Fosse
          2. (1) Indie, Dame de Thors, ⚭ Ebles (II.) de Rochefort

        2. (1) Marie de Nanteau († nach 1231); ⚭ Philippe d’Athis
        3. (2) Alix († nach 8. Oktober 1268); ⚭ Guillaume du Plessis, Sohn von Raoul du Plessis
        4. (2) Tochter († vor 1255), ⚭ Guillaume, Seigneur d’Yerre et de Bondoufle

    8. (1) Guillaume de Villebéon († 1221), Archidiakon von Paris, Bischof von Meaux 1214–1221

#### Die Herren von Villebéon
1. Gauthier (II.) de Villebéon, genannt Le Jeune, († 1219/20), Herr von Villebéon, 1205 Großkammerherr von Frankreich; ⚭ Elisabeth, Dame de Mondreville, († 1234, wohl 5. April, bestattet in der Abtei Le Jard) → Vorfahren siehe oben
  1. Adam (I.) de Villebéon (* wohl 1183/85, † 1235), Seigneur de Villebeón, 1220 Chambellan de France, bestattet in der Abtei Le Jard; ⚭ (1) um 1205, Isabelle de Tancarville († wohl 1214), Tochter von Guillaume de Tancarville, Kämmerer der Normandie, und Alix de Serans (Haus Tancarville); ⚭ wohl 1215, Elisabeth de Montmaur († 23. Juli 1254), Tochter von Mathieu de Montmaur, bestattet in der Abtei Le Jard (Haus Tancarville)
    1. (1) Gauthier (III.) de Villebéon, dit Le Chambellan (Galteri junioris dicti Cambellani)[10] (* wohl 1206, † 27. September wohl 1239/1240), Seigneur de Villebéon et de Tournanfuye; ⚭ wohl 1228 Alix de Vierzon († 3. Dezember 1245), Tochter von Hervé (II.), Seigneur de Vierzon, und Marie de Dampierre[11], sie heiratete in 2. Ehe wohl 1243 Gérard (III.) de Picquigny, Vidame d’Amiens
      1. Gauthier (IV.) de Villebéon, dit Le Chambellan († nach 1287), Seigneur de Villebéon, de Tournanfuye, de Heuqueville et de Fontaine-Guérart; ⚭ wohl 1255 Eleonore de Melun, Tochter von Adam (III.), Vicomte de Melun, und NN, Comtesse de Sancerre
        1. Marguerite de Villebéon, dite La Chambellane, Dame de Villebéon et de Tournanfuye, ⚭ (1) Thibaut de Bommiers, dit de Blaison, († wohl nach 1280), Seigneur de Mirebeau, de Blazon et de Montfaucon[12], Sohn von Robert (II.) de Bommiers und Mathilde de Déols, Dame de Châteaumeillant, oder Yolande de Mello; ⚭ (2) Jean, Graf von Roucy; ⚭ (3) Guillaume Crespin (VI.), Chevalier, Seigneur d’Étrépagny, erblicher Connétable von Normandie, Sohn von Guillaume Crespin (V.), Marschall von Frankreich, und Jeanne de Mortemer
        2. Tochter (wohl Eleonore) de Villebéon, dita la Chambellane, ⚭ Aubert (V.) de Hangest († nach 1281), Chevalier, Seigneur de Genlis, Sohn von Aubert (IV.) de Hangest, Seigneur de Genlis, und Marie de Roye

    2. (1) Guillaume de Villebéon, dit le Chambellan († 1243)
    3. (1) Pierre de Villebéon, dit Le Chambellan († 21. Februar 1271 im Hafen von Tunis), Seigneur de Baigneaux, 1255 Großkammerherr Ludwigs IX., 1259 bezeugt, in der Kathedrale von Saint-Denis bestattet, Kreuzritter; ⚭ NN († nach 1277)
    4. (1) Adam (II.) de Villebéon, dit le Chambellan († 14. September 1264), 1260 Seigneur de Tournanfuye et du Mesnil-Aubray, bestattet in der Abtei Le Jard; ⚭ vor 1240 Alix, † 5. März 12xx, vielleicht Alix de Gerlande, Tochter von Anseau de Garlande und Alix
      1. Isabelle de Villebéon (* 1240, † vor 1282), Dame de La Chapelle-Gauthier, ⚭ wohl 1260/1262 Robert de Dreux (* wohl 1217, † 23. Juni nach 1265), Seigneur de Beu et de Nélle en Tardenois, Sohn von Robert (III.) Gasteblé, Graf von Dreux, und Eleonore, Dame de Saint-Valéry (Haus Frankreich-Dreux); ⚭ ? (2) Renaud (I.) († 1269), Seigneur d’Argies, Sohn von Simon (I.), Seigneur de Dargies, und Isabelle de Mello

    5. (1) Isabelle de Villebéon, dite La Chambellane († 25. März 1265), Dame de La Chapelle-Gauthier; ⚭ Mathieu de Montmirail, († 14. Januar (oder 16. Juni) 1262), Seigneur de Charly 1226, Seigneur de La Ferté-Gaucher 1240, Seigneur de Montmirail 1240, Châtelain de Cambrai 1241, Sohn von Jean (I.) de Montmirail, und Helvide de Dampierre
    6. (2) Mathieu (II.) de Villebéon († 1270); ⚭ (1) Philippotte († nach 3. Oktober 1266), Tochter von NN und Hersende; ⚭ (2) wohl 1267/68 Helvide de Bormont, Witwe von Guy de Nanteuil-le-Hardouin, Seigneur de Morcourt
      1. Mathieu (III.) de Villebéon († wohl 20. Dezember 1292/1300); ⚭ (verlobt 1274) Isabelle de La Broce, Tochter von Pierre de La Broce, Seigneur de Langeais, Kammerherr, und Isabelle de Saint-Venant

    7. (2) Adam (III.) de Villebéon († 28. März 1274, bestattet in der Abtei Le Jard)

  2. Mathieu (I.) de Villebeón († wohl November 1219/1220 in Syrien)

### Die Linie Maule
1. Guérin de Paris (1022 und 1031 bezeugt, † vor 1045); ⚭ Hersende, Dame d’Antony → Vorfahren siehe oben
  1. Milon I. de Paris (1015 und 1060 bezeugt)
    1. Milon II. (1060 bezeugt)
    2. Guérin II. (1060 und 1089 bezeugt)
      1. Milon III. (1089 bezeugt)

  2. Ansoud III. de Paris, Baron de Maule (1015 und 1060 bezeugt)
    1. Pierre I. Le Riche/de Maule[13] (Petrum Manliensem), 1096 bezeugt; ⚭ Guindesmoth (Windesmoth) († 23. Januar 110x)
      1. Ansoud IV. Le Riche (Ansoldus) (* wohl 1042/45, † Ende Dezember wohl 1118), Seigneur de Maule, bestattet in Saint-Evroult d’Ouche; ⚭ Eudeline/Odesinde Mauvoisin († 27. Dezember), wohl Tochter von Raoul I. Mauvoisin und Eva
        1. Pierre II. de Maule (1106 und 1124 bezeugt)[14]; ⚭ Ada, wohl Ada de Guise, Tochter von Guy, Seigneur de Guise, und Adeline (de Montmorency)[15] – Nachkommen
          1. Sohn; ⚭ NN, wohl NN Mauvoisin (1195 bezeugt)
            1. Hugues de Maule (1195 bezeugt); ⚭ Agnes (1195 bezeugt)
            2. Roger de Maule (1195 bezeugt); ⚭ Idoine de Chaumont, Tochter von Galon III. de Chaumont und Mahaut de Gisors (Haus Beaumont-sur-Oise)
            3. Pierre de Maule (1195 bezeugt)

          2.  ? Hugues de Maule (1195 bezeugt)

        2. Raoul (Radulfus), Guérin, Lisiard, Guy, Ansoud, Hugues, Marie und Guindesmoth

      2. Thibaud (Tedbaldus) (1097 bezeugt)
      3. Guillaume (Guillelmus), Baron de Palmort
        1. Robert

      4. Guérin Le Jeune → Nachfahren siehe unten, Die schottische Linie[16]
      5. Herbeline, Erembourg, Eudeline und Hersende

    2. Guérin (1056 bezeugt)
    3. Galon, Chevalier (1095 bezeugt)
    4. Lisiard de Paris (1060 und 1089 bezeugt), als Unterkammerherr des Königs 1071 bezeugt
      1. Gautier (1097 bezeugt)
      2. Guy de Montlhéry (1097 bezeugt, † geistlich in Longpont)
        1. Geoffroy Bourdin, Seigneur de Bièvres 1106
          1. Philippe (1140 bezeugt)
          2. Adam, Seigneur de Villabé
          3. Emeline d’Attilly
          4. Rosceline; ⚭ Payen de Servon

        2. Eustachie, Dame de Bondoufle; ⚭ Raoul

      3. Hugues (um 1100 bezeugt)
        1. Pierre

      4. Ansoud V., Seigneur de Nosay 1101, 1108 († nach 1121)
        1. Guérin (1124 bezeugt, † vor seinem Vater)
          1. Lisiard
          2. Gillette
            1. Ansoud, Gilbert und Erembourg

        2. Ansoud de Chilly (1124 und 1150 bezeugt), ⚭ Aveline
          1. NN, Kanoniker in Saint-Victor
          2. zwei Töchter

        3. Orson de Montlhéry (1124 bezeugt)
          1. Geoffroy de Montlhéry, Vogt von Senlis 1160–1190

        4. Milon de Melun (1135 und 1153 bezeugt); ⚭ NN de Nangis → Nachkommen siehe unten: Die Herren von Courtry

      5. Guérin IV. (1112 bezeugt)
        1. Manassé
        2. Milon, Seigneur de Marcoussis 1154
        3. Anseau

      6. Pierre, Pfarrer von Marcoussis
      7. Étienne

  3. Garnier, Chevalier 1045
    1. Garnier, Seigneur de Braine et de Dreux 1058, 1096
    2. Fromond, (1058 und 1067 bezeugt)

  4. Maingod, Chevalier 1045
  5. Guérin, Clerc 1045
  6. Henri, 1045

#### Die schottische Linie

##### Maule of Fowlis
Die Filiation dieser ersten Generationen ist nicht gesichert
1. Sohn (Guarin bei Pattou), nahm 1066 an der Normannischen Eroberung Englands teil[18]
  1. Robert de Maule; Lord of Hatton of Cleveland, ging wohl mit David I. nach Schottland
    1. William de Maule of Fowlis (William Masculus) (um 1141 bezeugt), kämpfte 1138 in der Standartenschlacht
      1. Christina de Maule; ⚭ Roger de Mortimer of Fowlis (Mortimer (Familie))
      2. Cecilia de Maule; ⚭ Walter de Ruthven

    2. Roger de Maule
      1. Richard de Maule
        1. Sir Peter Maule of Fowlis (1254 bezeugt, † wohl 1254); ⚭ vor 1215 Christina de Valognes (1254 bezeugt), Lady of Panmure and Benvie (bei Dundee), Tochter und Erbin von William de Valognes, High Chamberlain of Scotland 1214–1219, und Loretta de Quincy, Tochter von Saer de Quincy, 1. Earl of Winchester und Margaret de Beaumont → Nachkommen siehe unten
        2. William, Erzdiakon von Lothian (1241 bezeugt)

      2. John, Kleriker
      3. Thomas, Kleriker

  2. Stephen de Maule

##### Maule of Panmure (13.–15. Jahrhundert)
1. Sir Peter Maule of Fowlis (1254 bezeugt, † wohl 1254); ⚭ vor 1215 Christina de Valognes, 1254 bezeugt, Lady of Panmure and Benvie (bei Dundee), Tochter und Erbin von William de Valognes, High Chamberlain of Scotland 1214–1219, und Loretta de Quincy, Tochter von Saer de Quincy, 1. Earl of Winchester und Margaret de Beaumont → Vorfahren siehe oben
  1. Sir William Maule, 1254 Lord of Panmure and Benvie (1293 bezeugt); ⚭ Ethana de Vallibus, Tochter von John Vaux (de Vallibus), Lord of Dirleton
    1. Henry Maule of Panmure and Benvie; ⚭ Margaret Hay, Tochter von Sir William Hay of Locherworth
      1. Walter Maule of Panmure (1346 bezeugt, † nach 17. Juli und vor August 1348)
        1. William Maule of Panmure (1361 und 1380 bezeugt, † vor 12. August 1407); ⚭ Marion, Tochter von Sir David Fleming of Biggar and Cumbernauld
        2. Henry (1389 bezeugt)
          1. Thomas (⚔ 24. Juli 1411 in der Schlacht von Harlaw); ⚭ Elizabeth Gray, Tochter von Sir Andrew Gray of Foulis
            1. Thomas Maule of Panmure (* posthum wohl 1411, † 1450); ⚭ 1427 Mary, Tochter von Sir Thomas Abercrombie
              1. Tochter; ⚭ Sir David Guthrie
              2. Sir Thomas Maule of Panmure (1457 und 1481 bezeugt, † nach 16. Januar 1498); ⚭ (1) Lady Elizabeth Lindsay, Tochter von David Lindsay, 3. Earl of Crawford; ⚭ (2) vor 12. August 1489 Catherine Cramond, Tochter des Laird of Aldbar → Nachkommen siehe unten

          2. Janet; ⚭ Alexander Ochterlony, Sohn und Erbe von William Ochterlony of Kelly

      2. William
      3. Peter
      4. Christina; ⚭ Alexander, Sohn und Erbe von John of Strathechin

  2. Sir Thomas Maule (⚔ 1303 bei der Verteidigung von Brechin Castle)

##### Maule of Panmure (15.–17. Jahrhundert)
1. Sir Thomas Maule of Panmure (1457 und 1481 bezeugt, † nach 16. Januar 1498); ⚭ (1) Elizabeth, Tochter von David Lindsay, 3. Earl of Crawford; ⚭ (2) vor 12. August 1489 Catherine Cramond, Tochter des Laird of Aldbar → Vorfahren siehe oben
  1. (1) Alexander, verließ Schottland 1489, verschollen; ⚭ Elizabeth, Tochter von Sir David Guthrie († um 1526)
    1. Sir Thomas Maule of Panmure (1490/91 bezeugt, ⚔ 9. September 1513 in der Schlacht von Flodden Field); ⚭ (1) vor 12. März 1490/91 Elizabeth, Tochter von David Rollok of Ballachie; ⚭ (2) vor 1504 Christine, Tochter von William Graham, 2. Lord Graham, Witwe von James Haldane of Gleneagles
      1. (1) Robert Maule of Panmure (* wohl 1597, 1526 bezeugt, 1547–1549 im Londoner Tower gefangen, † 3. Mai 1560); ⚭ (1) vor 1519 Isobel, Tochter von Sir Lawrence Mercer of Aldie († 30. April 1540); ⚭ (2) 1545 Isobel, Tochter von James Arbuthnot († 1558)
        1. (1) Thomas Maule of Panmure (* 21. Dezember 1521, † 7. März 1600), wohl 1541 verlobt mit einer unehelichen Tochter von David Beaton, Erzbischof von St Andrews und Kardinal, 1541–1542 in Frankreich, kämpfte 1547 in der Schlacht bei Pinkie Cleugh, verkaufte 1576 die feudale Baronie Panmure an seinen Sohn Patrick gegen eine Leibrente; ⚭ Ehevertrag 8. Januar 1527 Lady Elizabeth Lindsay, Tochter von David Lindsay, Earl of Crawford, der Ehevertrag wurde aufgehoben; ⚭ November 1546 Margaret Halyburton († Oktober 1602), Tochter des Laird von Pitcur
          1. Patrick Maule of Panmure, (* März 1548, † 1. Mai 1605); ⚭ Margaret, († 1599), Tochter von Sir John Erskine of Dun
            1. Patrick Maule, 1. Earl of Panmure (1585–1661); ⚭ (1) Frances Stanhope († 1624); ⚭ (2) Mary Waldrum, Ehrendame der Königin Henrietta Maria; ⚭ (3) Lady Mary Erskine, Tochter von John Erskine, 19. Earl of Mar, Witwe von William Keith, 5. Earl Marischal → Nachkommen siehe unten
            2. Elizabeth; ⚭ James Strachan of Carmylie
            3. Jane; ⚭ David Erskine, Sohn von Sir John Erskine of Dun
            4. Margaret; ⚭ Arthur Erskine, Sohn von Sir John Erskine of Dun
            5. Euphemia (1608/09 bezeugt); ⚭ Patrick Ochterlony of Bonhard (1608/09 bezeugt), Sohn von William Ochterlony
            6. Isobel; ⚭ William Arbuthnott, wohl Laird of Mondynes
            7. Barbara († jung)
            8. Christine; ⚭ Simeon Durie (1600 bis 1628 bezeugt), Sohn von John Durie (1537–1600), Minister of Montrose

          2. William, ging 22-jährig mit Archibald Ruthven in Militärdienst nach Schweden, starb dort
          3. David († 1579)
          4. Robert, geistlich (1602 bezeugt); ⚭ Catherine, Tochter von William Myretoun of Cambo
            1. Patrick (* 7. Januar 1606); ⚭ (1) Christine, Tochter von Robert Forbes of Rires; ⚭ (2) Jean, Tochter von John Ayton of Kinnaldie
              1. Catherine (1); ⚭ John Ochterlony of the Guynd

          5. Thomas of Pitlevie (* wohl 1560, 1594 bezeugt, † November 1600); ⚭ (1) Margaret, Tochter von Robert Lychtounof Ulishaven; ⚭ (2) Martha Forrester
            1. (1) Thomas, Robert, Margaret, Catherine
            2. (2) Tochter

          6. George, in England
            1. William

          7. James
            1. Alexander

          8. Alexander († als Kind)
          9. Margaret; ⚭ ? James Stewart, Sohn von James Stewart, 5. Lord Innermeath
          10. Agnes (* wohl 1562, † 1568)
          11. Isobel; ⚭ Henry, Sohn von Robert Durham of Grange

        2. (1) John of Camistoun
        3. (1)Robert († Oktober 1600)
        4. (1) Margaret; ⚭ Andrew Haliburton of Pitcur
        5. (1) Elizabeth; ⚭ William Haliburton, Bruder des Laird of Pitcur
        6. (1) Janet, 1594/95 bezeugt; ⚭ April 1540 James Strachan of Balvousie
        7. (1) Agnes; ⚭ NN Strachan of Carmylie
        8. (1) Isobel, Geils, Jean, Catherine († jung)
        9. (2) Henry (1565 und 1580/81 bezeugt); ⚭ (1) Katherine, Tochter von John Boswell of Baglillie; ⚭ (2) Janet Lyon, Witwe von Henry Guthrie of Collieston
          1. (1) Henry Maule, Lord of Melgund; ⚭ 1612 NN, Tochter von NN Durham of Pitkerro
            1. James Maule of Melgund (1665 bezeugt)
            2. zwei Söhne

        10. (2) Andrew Maule of Gourdie/Guildie (1558, 1565 und 1600 bezeugt, † nach 15. Juli 1624);  Margaret Durham († nach 15. Juli 1624)
          1. Robert (1624 bezeugt)
          2. William (1624 bezeugt)
          3. David
          4. Barbara; ⚭ Thomas Wishart of Bondarge
          5. Grisel; ⚭ Gilbert Wishart, Sohn des Laird of Logie
          6. Elizabeth; ⚭ Thomas Pearson, Sohn des Laird of Lochlands
          7. Marjory; ⚭ (1) William Nairne, Sohn von David Nairne of Sandford; ⚭ (2) 29. April 1652 John Carnegie, 1. Earl of Northesk († 1667)

        11. (2) William, Händler in Edinburgh, 1579 Bürger von Edinburgh, (1592 und 1607 bezeugt, † 19. April 1619); ⚭ Bethia († 22. Dezember 1624), Tochter von Alexander Guthrie, Stadtschreiber von Edinburgh
          1. Marion, ⚭ 30. August 1608 Sir Alexander Seaton of Kilcroich, später Lord of Session
          2. Bethia, ⚭ 9. September 1601 James Murray of Skirling
          3. Margaret, ⚭ Sir Archibald Murray of Blackbarony
          4. Eleanor, ⚭ 6. September 1610 Alexander Morrison of Prestongrange
          5. Janet; ⚭ 27. September 1615 William Oliphant of Kirkhill
          6. Isobel; ⚭ (1) James Dundas of Duddingston; ⚭ (2) James Hamilton of Parklie
          7. Elizabeth/Beatrix († 1622); ⚭ 24. Februar 1620 Robert Burnet of Crimond

        12. (2) Marjorie; ⚭ Andrew Guthrie of Kingenny

      2. (1) Elizabeth; ⚭ Ehevertrag 13. Juni 1507, Alexander Strachan
      3. (1) Isobel; ⚭ Henry Ramsay of Panbride
      4. (1) Tochter; ⚭ John Liddel of Panlathyne (⚔ 1513 in der Schlacht von Flodden Field)

    2. William of Auchrinnie; ⚭ Janet, Tochter von John Carnegy, Schwester von Sir Robert Carnegy of Kinnaird
    3. Isabel; ⚭ NN Ramsay of Panbride

  2. (2) William

##### Maule of Panmure (17.–19. Jahrhundert)
1. Patrick Maule, 1. Earl of Panmure (1585–1661); ⚭ (1) Frances Stanhope († 1624); ⚭ (2) Mary Waldrum, Ehrendame der Königin Henrietta Maria; ⚭ (3) Lady Mary Erskine, Tochter von John Erskine, 19. Earl of Mar, Witwe von William Keith, 5. Earl Marischal → Vorfahren siehe oben
  1. George Maule, 2. Earl of Panmure (1619–1671), kämpfte in der Schlacht bei Dunbar (1650) und der Schlacht bei Inverkeithing (1651); ⚭ Ehevertrag 7. März 1645, Jean Campbell († vor 20. August 1703), Tochter von John Campbell, 1. Earl of Loudoun, Lord Chancellor of Scotland
    1. George Maule, 3. Earl of Panmure (1650–1686), 1671 Earl of Panmure; ⚭ Ehevertrag 6. Dezember 1677, Jean Fleming, Tochter von John Fleming, 4. Earl of Wigtown
      1. George Maule († als Kind)

    2. James Maule, 4. Earl of Panmure (1658–1723), 1686 Earl of Panmure, kämpfte in der Schlacht von Sheriffmuir 1715, ging nach Frankreich, 1716 geächtet und enteignet; ⚭ Margaret Douglas (1660–1731), Tochter von William Douglas-Hamilton, Duke of Hamilton und Anne Hamilton, 3. Duchess of Hamilton
    3. Harry Maule of Kellie († 23. Juni 1734), kämpfte in der Schlacht von Sheriffmuir 1715, ging danach kurze Zeit in die Niederlande; ⚭ (1) Ehevertrag 7. März 1695, Mary Fleming († März 1702), Tochter von William Fleming, 5. Earl of Wigtown, Kusine von Jean Fleming (siehe oben); ⚭ (2) Ehevertrag 27. Januar 1704, Anna Lindsay († 12. August 1729), Schwester von John Lindsay-Crawford, 3. Viscount of Garnock, Tochter von Patrick Lindsay Crawford of Kilbirnie
      1. (1) George Maule († jung)
      2. (1) James Maule († 16. April 1729)
      3. (1) William Maule, 1. Earl Panmure (1700–1782), 6. April 1743 1. Earl Panmure, Viscount Maule (Peerage of Ireland), 1770 General
      4. (1) Henrietta Maule († jung)
      5. (1) Jean Maule († 27. April 1760); ⚭ (1) Ehevertrag 9. und 17. November 1726, George Ramsay, Lord Ramsay († 25. Mai 1739), Sohn von William Ramsay, 6. Earl of Dalhousie; ⚭ (2) John Strother Kerr of Littledean
        1. Charles Ramsay, 7. Earl of Dalhousie (vor 1729–1764)
        2. George Ramsay, 8. Earl of Dalhousie (um 1730–1787); ⚭ 1767 Elisabeth Glen, Tochter von Andrew Glen
          1. George Ramsay, 9. Earl of Dalhousie (1770–1838); ⚭ 1805 Christina Broun († 1839)
            1. James Broun-Ramsay, 1. Marquess of Dalhousie (1812–1860), 1838 Earl of Dalhousie, 1848–1856 Generalgouverneur von Britisch-Indien, 1849 Marquess of Dalhousie

          2. William Maule, 1. Baron Panmure, (1771–1852), 1831 Baron Panmure; ⚭ (1) 1794 Patricia Heron († 11. Mai 1821), Tochter von Gilbert Gordon of Halleaths; ⚭ (2) 1822 Elizabeth (* wohl 1799, † 25. Juni 1867 in Paris), Tochter von John William Barton, sie heiratete in 2. Ehe Bonomy Mansell Power of Guernsey
            1. (1) Fox Maule-Ramsay, 11. Earl of Dalhousie (1801–1874), ab 1852 2. Baron Panmure und ab 1860 11. Earl of Dalhousie; mit seinem Tod erlosch die Baronie Panmure.

      6. (2) Patrick Maule († jung)
      7. (2) John Maule of Inverlellor (* 1706, † 2. Juli 1781)
      8. (2) Thomas, David, Charles, Margaret, († jung)

    4. Mary Maule; ⚭ (1) April 1674 Charles Erskine, 22. Earl of Mar, († 1689); ⚭ (2) 29. April 1697 John Erskine, Sohn von Sir Charles Erskine of Alva

  2. Henry Maule of Balmakellie († 1667, bestattet am 8. April), kämpfte in der Schlacht von Preston (1648), der Schlacht von Dunbar (1650) und der Schlacht von Worcester (1651); ⚭ (1) 9. August 1649 Lady Jean Wemyss († vor 10. Mai 1662), Tochter von John Wemyss, 1. Earl of Wemyss, Witwe von Sir Alexander Towers of Garmilton and Inverleith; ⚭ (2) Margaret, Tochter von Patrick Douglas of Spot
    1. (1) Kind(er)
    2. (2) Margaret Maule; ⚭ Alexander Cochrane of Barbachlaw

  3. Lady Jean Maule († November 1685); ⚭ Ehevertrag 19. Oktober 1637 und 12. Januar 1638, David Carnegie, 2. Earl of Northesk († 1679)
  4. Lady Elizabeth Maule († Oktober 1659); ⚭ (1) nach November 1640, John Lyon, 2. Earl of Kinghorne († 1647); ⚭ (2) 30. Juli 1650 George Livingston, 3. Earl of Linlithgow († 1690)

#### Die Herren von Courtry
1. Milon de Melun (1135 und 1153 bezeugt); ⚭ NN de Nangis → Vorfahren siehe oben
  1. Guérin de Melun (1167 bezeugt)
  2. Pierre, Seigneur de Courtry 1168–1185; ⚭ Comtesse
    1. Milon de Courtry, 1171 und 1213 bezeugt; ⚭ Elisabeth
      1. Pierre de Courtry, Seigneur de Châtel-les-Nangis 1229–1239; ⚭ Elisabeth
        1. Milon de Courtry, Écuyer (Knappe) 1240
        2. Pierre du Châtel, Chevalier 1252
        3. Anseau, Chevalier 1252

      2. Jean, Seigneur du Châtel, Chevalier (1236, 1275 bezeugt, † vor 1284)
        1. Jean du Châtel-les-Nangis (1303 und 1311 bezeugt); ⚭ Agnes de Trainel → Nachkommen
        2. Sohn
        3. mehrere Töchter

      3. Simon, Seigneur de Vienne 1236 († nach 1292); ⚭ Jeanne de Prunay
        1. Jean, Seigneur de Vienne 1302 → Nachkommen

      4. Guillaume de Courtry, Archidiakon von Provins († 1254)
      5. Elisabeth, Dame de Courtry († 1239); ⚭ Jean d’Andresel (vor 1235 bezeugt)
      6. Sédile (1236 bezeugt)

    2. Pierre (1171 bezeugt)
    3. Guérin (1171 und 1219 bezeugt)
    4. Anseau (1202 bezeugt); ⚭ Ermengarde
    5. Ferry (1209 und 1231 bezeugt, † vor 1236)
    6. Reine (1181 bezeugt)
    7. Alix (1181 bezeugt)
    8. Héloise, Nonne in Le Paraclet

  3. Guy, (1171 bezeugt)
  4. Guillaume, 1153 und 1173 als Seigneur de Dammartin bezeugt; ⚭ Mathilde
  5. Étienne (1171 bezeugt)
  6. Milon (1170 bezeugt)
  7. Alpais; ⚭ Josselin, Vizegraf von Melun 1156, († nach 1173) → Nachkommen